# Skjoldungen
Skjoldungen è una isola della Groenlandia.  È situata nella Costa di Re Federico VI; appartiene al comune di Sermersooq.
Qui si possono facilmente avvistare foche artiche, trichechi e uccelli artici con il trekking.
Qoornoq è  un antico insediamento Thule che si affaccia sul fiordo occidentale che sbocca nell'Oceano Atlantico.
|  |